# Mats Thomasson
Mats Bertil Inge Thomasson, född 28 mars 1944 i Kristianstad, är en svensk tidigare handbollsmålvakt.

## Karriär
Han startade sin handbollskarriär i Näsby IF men värvades till IFK Kristianstad. Där spelade han i mitten av 1960-talet då han byttes mot Sten Olsson, som då spelade i HK Drott. Olsson gick till IFK Kristianstad och Thomasson började spela för HK Drott. Thomasson utsågs till Årets handbollsspelare i Sverige 1969–1970, en titel han var andra person att bära, efter Lennart Eriksson (SoIK Hellas). 1969 till 1973 gjorde Thomasson 30 landskamper för Sverige. Han är Stor Grabb.

## Efter karriären
Efter avslutad karriär var han även styrelseledamot i HK Drott och senare ordförande i ishockeyklubben Halmstad Hammers HC. Hammers gick i konkurs 2005.

## Klubbar
- Näsby IF
- IFK Kristianstad (1964–1967)
- HK Drott (1967–1980)